# 克拉拉·鲁米扬诺娃
克拉拉·米哈伊诺芙娜·鲁米扬诺娃（羅馬化：Klara Mikhailovna Rumyanova；1929年12月8日—2004年9月18日），苏联/俄罗斯戏剧、电影演员，广播电台播音员。最为显著的一个特征便是有着极其高亢的嗓音，先后为300多部苏联动画担任过配音工作。于1979年获得“俄罗斯苏维埃联邦社会主义共和国功勋艺术家”的光荣称号。

## 生平
克拉拉·米哈伊诺芙娜·鲁米扬诺娃，于1929年12月8日出生于列宁格勒。
在她的童年时期，鲁米扬诺娃有着如同中提琴一般的低沉嗓音。
当鲁米扬诺娃就读于十年级之时，她与柳博芙·奥尔洛娃；一同观看了一部电影（具体什么电影不得而知），从此便立志要成为一位演员。在20世纪40年代晚期，鲁米扬诺娃举家迁至莫斯科，就读于全苏国立电影学院，即莫斯科电影学院，师从著名导演，演员，剧作家以及戏剧教师谢尔盖·格拉西莫夫,塔玛拉·玛卡洛娃夫妇。
有一次鲁米扬诺娃突然卧病不起并险些命丧于格鲁布性肺炎，住院长达1个月之久，并且不幸失声，她在莫斯科电影学院的学业因此也受到了严重影响。她的导师谢尔盖·格拉西莫夫对其进行语音矫正，然后耸了耸肩说道：“这女孩很顽强，但我不知道在这么一场大病过后她是否能够恢复嗓音，但如果要正常说话还是没有问题的”。在这6个月期间，格拉西莫夫禁止鲁米扬诺娃说话，甚至是低声耳语也不行。他们师生之间通过笔谈的方式进行交流。而当鲁米扬诺娃的声音完全恢复之时，她的声音忽然变得非常宏亮，自那时起，这个声音令数百万的观影者所熟知。
1953年，鲁米扬诺娃顺利完成学业，并且进入Studio Theatre actor 成为了一名演员。
从20世纪70年代起，鲁米扬诺娃在电影领域逐渐淡出公众视野，并对接不到电影公司的片约感到沮丧。但与此同时，鲁米扬诺娃成为了一名知名的动画配音演员与广播电台播音员。有一种看法认为鲁米扬诺娃之所以没有成为著名的电影演员，是因为一个人，伊万·培利耶夫。1953年，佩里耶夫是莫斯科电影制片厂的总导演，决定让鲁米扬诺娃在自己的一部电影中担任主演。但鲁米扬诺娃向来不喜欢无病呻吟的电影情节，当她在佩里耶夫的办公室阅读了故事的脚本之后，将其还给了佩里耶夫并且说道：“我不喜欢你这部剧本中的任何角色，这个剧本看起来非常的愚蠢（这影片注定失败），我拒绝出演这部电影。那时的佩里耶夫是莫斯科电影制片厂的总导演，而鲁米扬诺娃仅仅是一位刚刚从莫斯科电影学院毕业的学生，很明显佩里耶夫对鲁米扬诺娃的演艺事业前景有着重要的影响。 不管怎样，在接下来的六年里，鲁米扬诺娃依旧继续着自己的工作。而苏联文化部长叶卡捷琳娜·福尔采娃并未将佩里耶夫从莫斯科电影制片厂总导演的位置上解职。在佩里耶夫去世前一年（1967年），他找到鲁米扬诺娃并为自己当年的行为向其道歉。
鲁米扬诺娃是唯一一位在动画配音领域内被授予“俄罗斯荣誉艺术家”称号的女演员。
除了电影表演以外,鲁米扬诺娃还曾担任广播电台播音员，演唱儿童歌曲，爱情歌曲，在舞台上进行诗歌朗诵等等。
鲁米扬诺娃还是«Имя мне—женщина»（英文：《My Name - woman》）一书的作者。
2004年9月18日因为乳腺癌而病逝于莫斯科，死后遗体被火化，其骨灰被葬于顿斯科伊修道院公墓。

## 家庭生活
鲁米扬诺娃的第一次婚姻是在她16岁，她与一位钢琴家结婚，不过这段婚姻仅仅持续了三个月，而当鲁米扬诺娃决定要去莫斯科电影学院求学之时，彻底告吹。她的钢琴家丈夫给她下最后通牒：是要他，还是要电影事业？而鲁米扬诺娃决心为了自己的事业追求与其断绝一切联系，但那时鲁米扬诺娃同时也有着两个月的身孕，在瞒着她父母的情况下做了一次秘密堕胎，并且对她的身体健康造成了严重损害——终身不孕。
而鲁米扬诺娃在莫斯科电影学院的同学尼古莱·雷布尼科夫对鲁米扬诺娃有好感（而他没有注意到另一位同学阿拉·拉里奥诺芙，拉里奥诺芙后来成为了雷布尼科夫的妻子），而鲁米扬诺娃则由于雷布尼科夫随意的生活态度而没有对他做出回应。当雷布尼科夫花费其所有的奖学金甚至于向朋友借钱，买了一只漂亮的金表给鲁米扬诺娃，她给了雷布尼科夫一个响亮的耳光，之后，感到被冒犯的尼古莱将这只金表扔出了窗外。在雷布尼科夫去世前两年并且遭受了小型中风之后，鲁米扬诺娃为她当年的行为感到羞愧。
鲁米扬诺娃的第二任丈夫是著名导演谢尔盖·邦达尔丘克的至交阿纳托利·切莫杜罗夫。她与切莫杜罗夫婚后，邦达尔丘克决定让鲁米扬诺娃在《战争与和平》这部片中担任玛丽公主这一角色，而鲁米扬诺娃也开始了为这个角色紧锣密鼓的排练工作，但由于鲁米扬诺娃有着强烈的个性，有时候经常与邦达尔丘克起各种争执。最终邦达尔丘克不得不选了另一个女演员安东尼娅·尼古拉耶芙娜·萨拉诺娃担任玛丽公主这一角色。
在20世纪60年代晚期，鲁米扬诺娃与联盟动画（即兔子，等着瞧的制作公司）有了更多广泛的积极合作，与此同时，切莫杜罗夫却开始了事业低谷期并且开始酗酒，因为生活而沦落，而鲁米扬诺娃不得不将她丈夫从警局中保释出来），1973年，鲁米扬诺娃与切莫杜罗夫结束了他们的婚姻。切莫杜罗夫把一切都留给了鲁米扬诺娃：同居的房子、汽车和家具。
鲁米扬诺娃与第三任丈夫的婚姻不超过5年，因为她第三任丈夫的嫉妒心过强。